# Steinweg 56 (Quedlinburg)

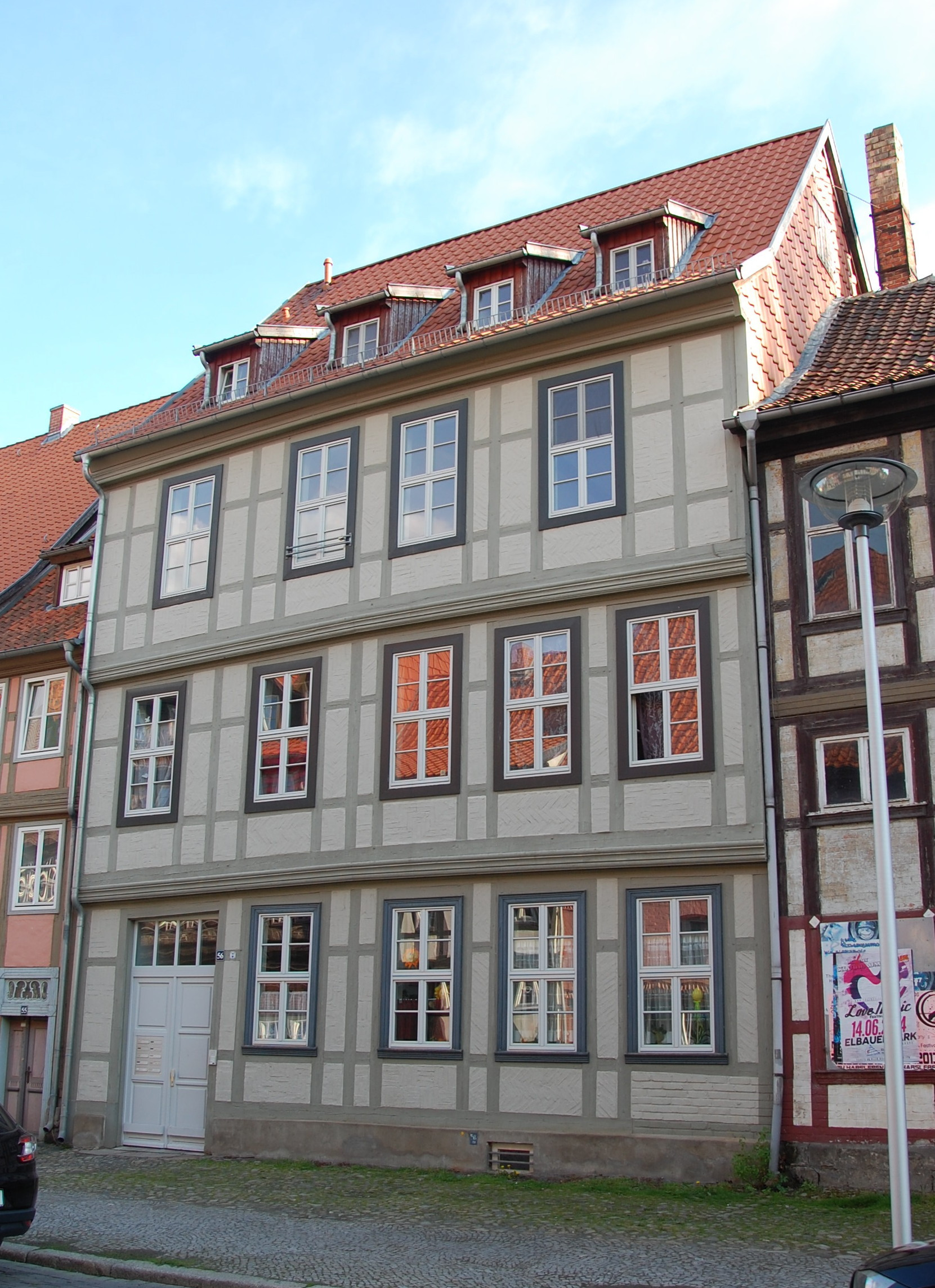
Haus Steinweg 56

Das Haus Steinweg 56 ist ein denkmalgeschütztes Gebäude in der Stadt Quedlinburg in Sachsen-Anhalt.

## Lage
Es befindet sich in der historischen Quedlinburger Neustadt auf der Südseite des Steinwegs und gehört zum UNESCO-Weltkulturerbe. Im Quedlinburger Denkmalverzeichnis ist es als Kaufmannshof eingetragen. Östlich grenzt das gleichfalls denkmalgeschützte Haus Steinweg 55, westlich das Haus Steinweg 57 an.

## Architektur und Geschichte
Das dreigeschossige Fachwerkhaus entstand im Jahr 1783. An der Stockschwelle des Gebäudes befindet sich eine Bauinschrift. Die Gefache der Fachwerkfassade sind mit Zierausmauerungen versehen.
Im Gebäudeinneren besteht eine Treppe aus der Zeit des Barock.
Auf der Westseite des Hofs befindet sich ein langer, zweigeschossiger Gebäudeflügel, der gleichfalls in Fachwerkbauweise errichtet wurde. Das Erdgeschoss des Hauses verfügt über einen massiv gebauten Teil und stammt vermutlich aus dem 18. Jahrhundert und ist wohl älter als das Obergeschoss. Der Flügel ist mit einem Ziergiebel versehen.